# 青森県護国神社
青森縣護國神社（青森県護国神社、あおもりけんごこくじんじゃ）は、青森県弘前市下白銀町1-3、弘前公園内（弘前城四の丸）にある神社（護国神社）である。
青森県出身の戦歿者、2万9184柱の英霊を祀る（2019年8月末現在）。

## 歴史
- 1869年（明治2年）6月6日 - 津軽藩12代藩主・津軽承昭が弘前城南宇和野（現・弘前市りんご公園）に於いて箱館戦争等戊辰の役で戦死した藩士67柱の招魂祭を行う[2][3]。
- 1870年（明治3年）
  - 3月9日 - 富田村字寺沢に14坪の招魂堂を建立[2]。
  - 7月27日 - 招魂祭を行い、他藩士を合祀[4]。
  - 9月7日 - 招魂祭を行い、他藩士を合祀[5][6]。
- 1871年（明治4年）3月9日 - 招魂社を建立し、毎年5月18日を祭日と定める[7]。
- 1876年（明治9年）
  - 7月15日 - 明治天皇から勅語及び金幣を下賜[8]。
  - 7月23日 - 臨時祭典を行い忠魂を追祭[9]。
- 1888年（明治21年）12月24日 - 上白銀町13番地（現・藤田記念庭園）に遷座[2][10][11]。
- 1899年（明治32年）5月 - 弘前城本丸で招魂祭を実行[2][10]。
- 1910年（明治43年）12月24日 - 弘前招魂社として弘前公園内の現在地に移築[11]。
- 1936年（昭和11年）8月31日 - 青森招魂社と改称[11]。
- 1939年（昭和14年）4月1日 - 内務大臣指定護国神社となる[12]。
- 2019年（令和元年）6月5日・6日 - 青森縣護國神社創建150周年を祝う創建祭を開催[13]。

## ギャラリー

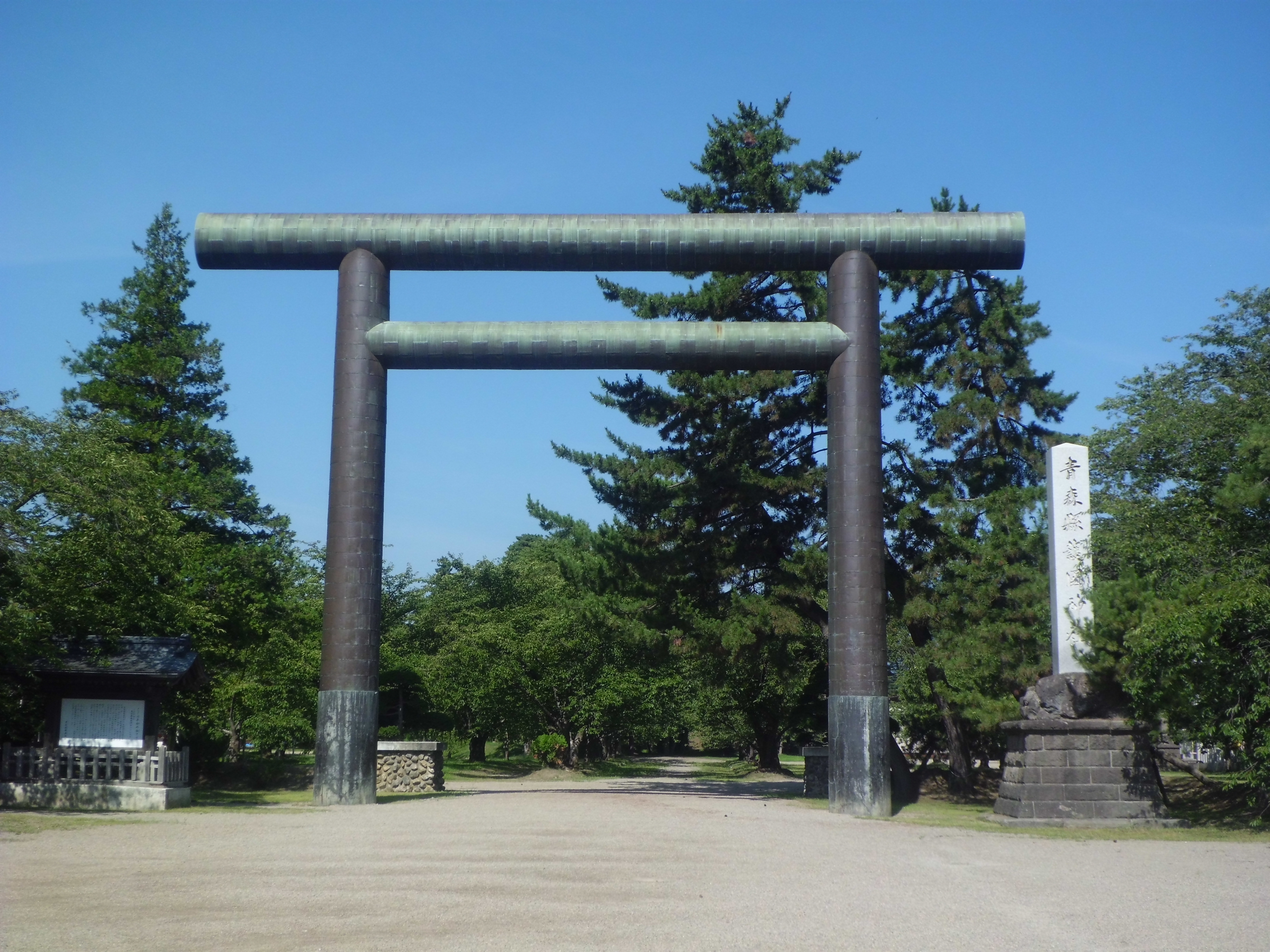
鳥居
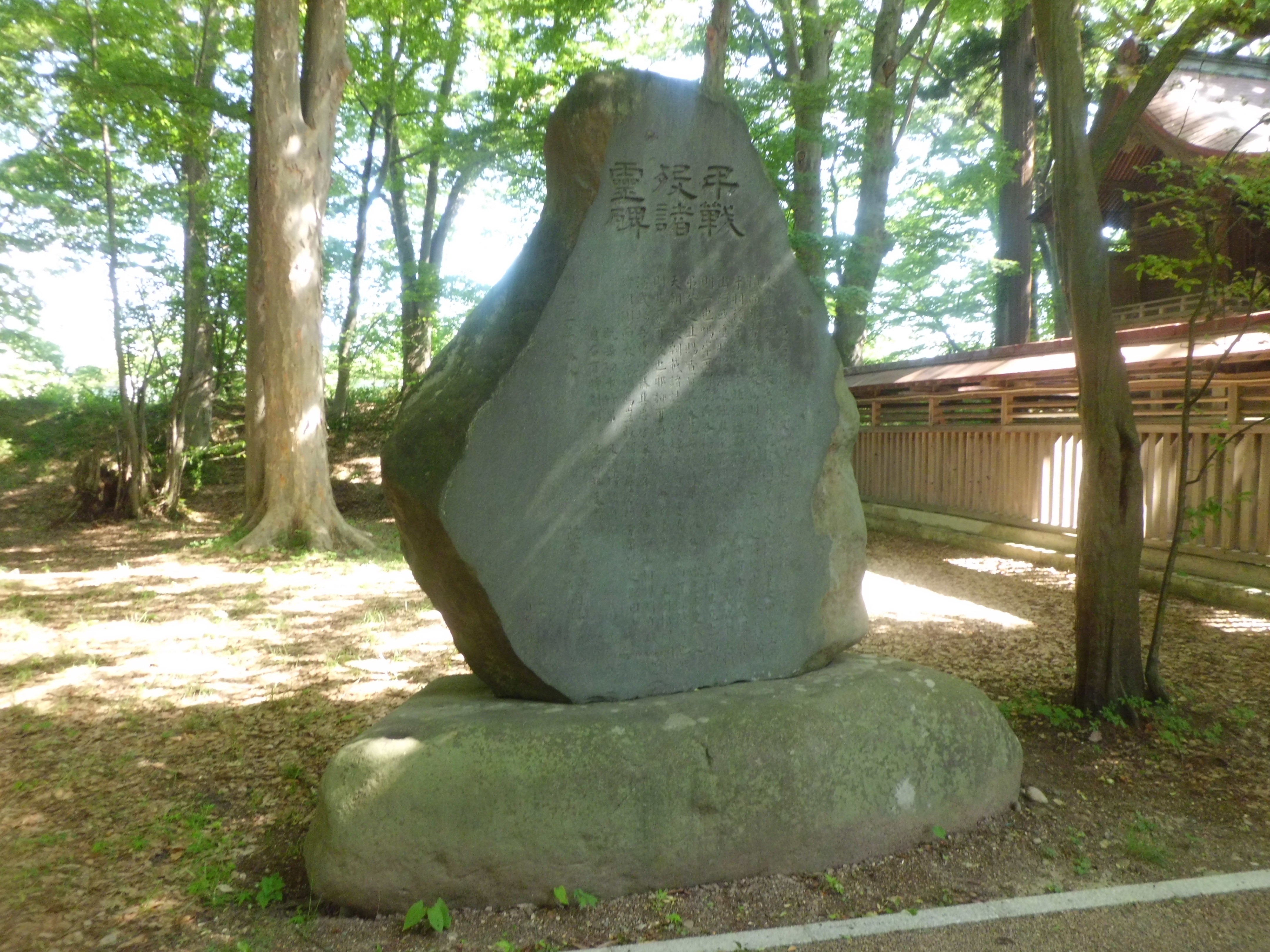
弔戦歿諸霊碑
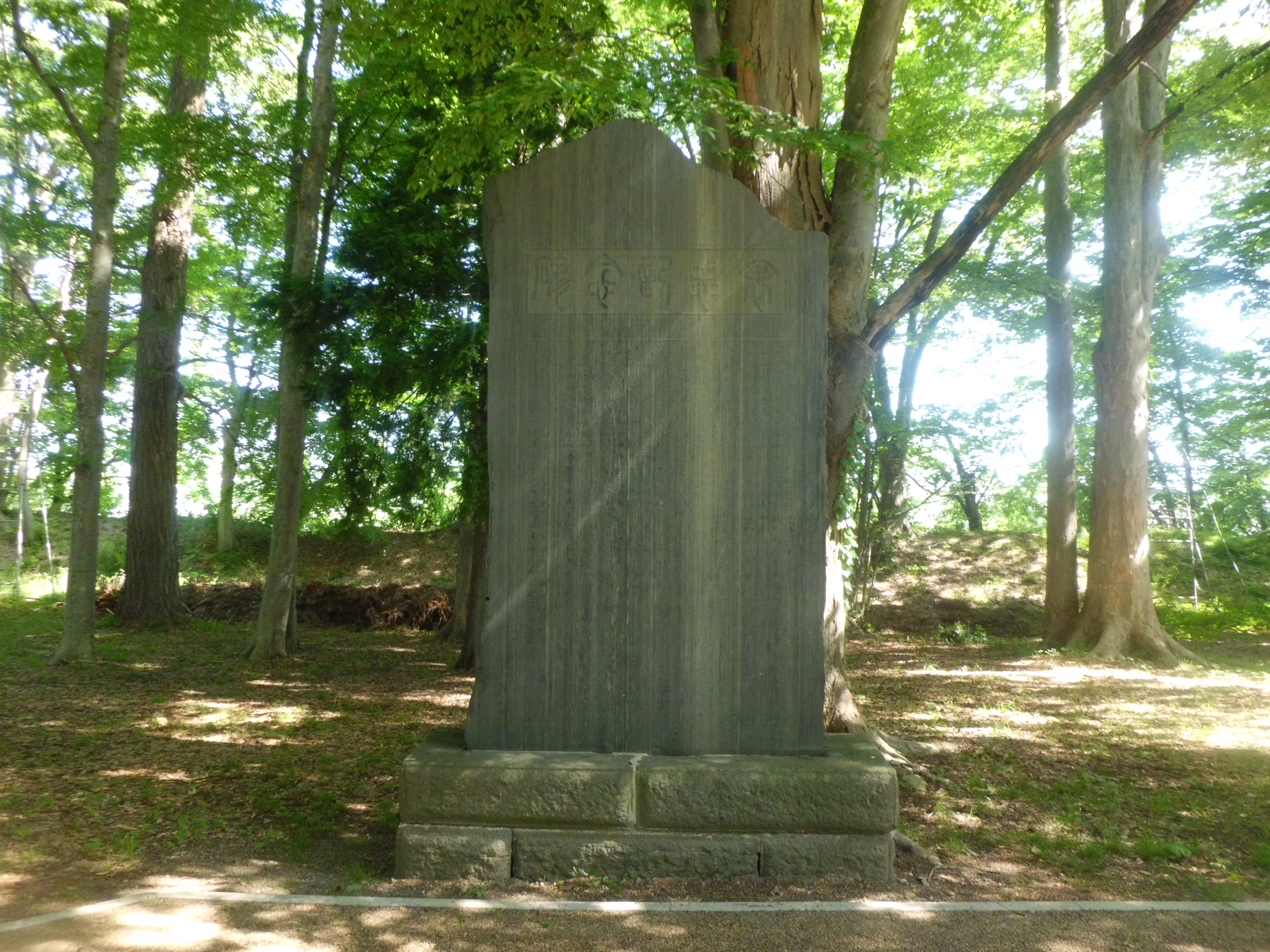
西舘孤清 記念碑
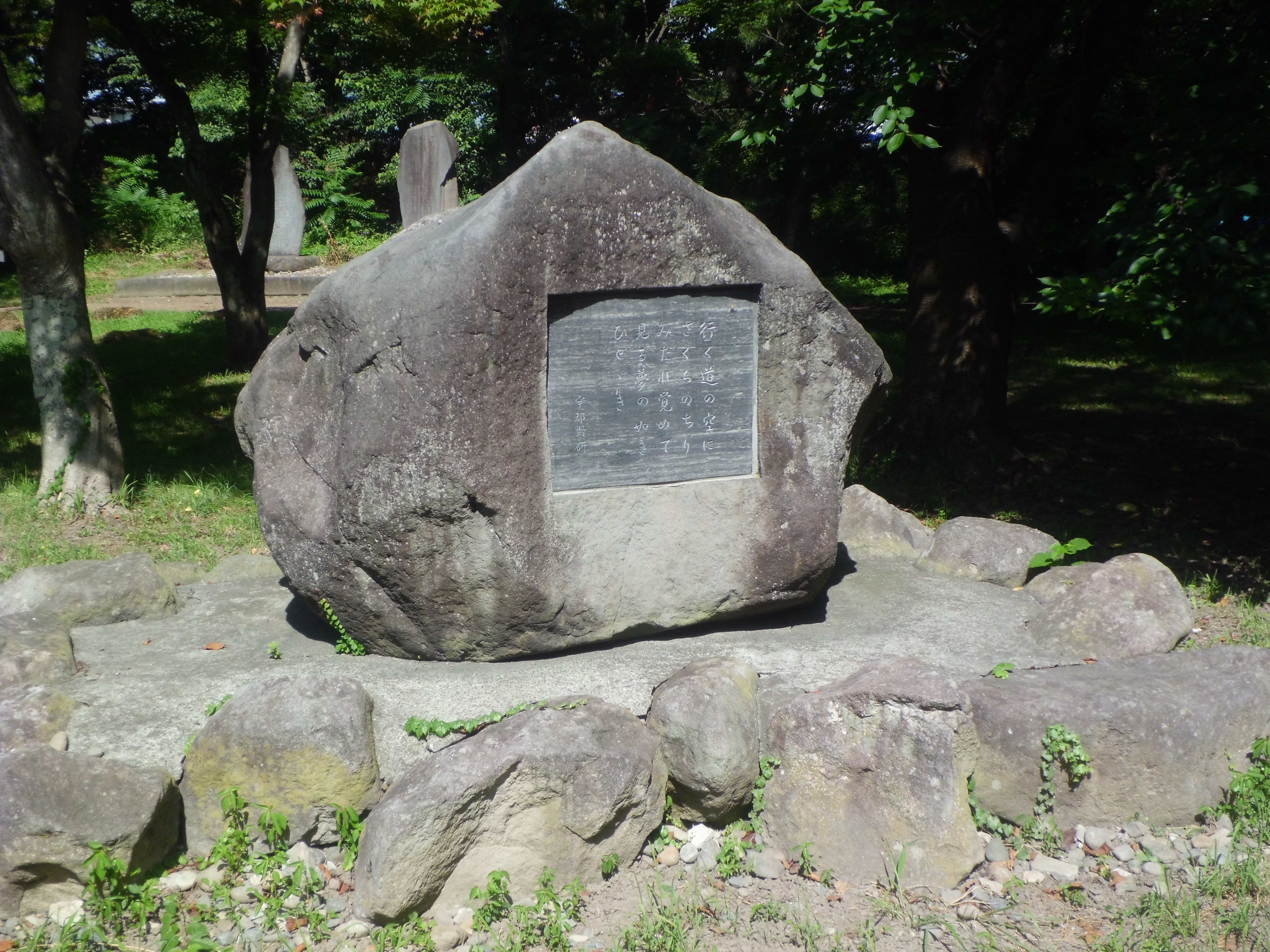
宇都野研の歌碑
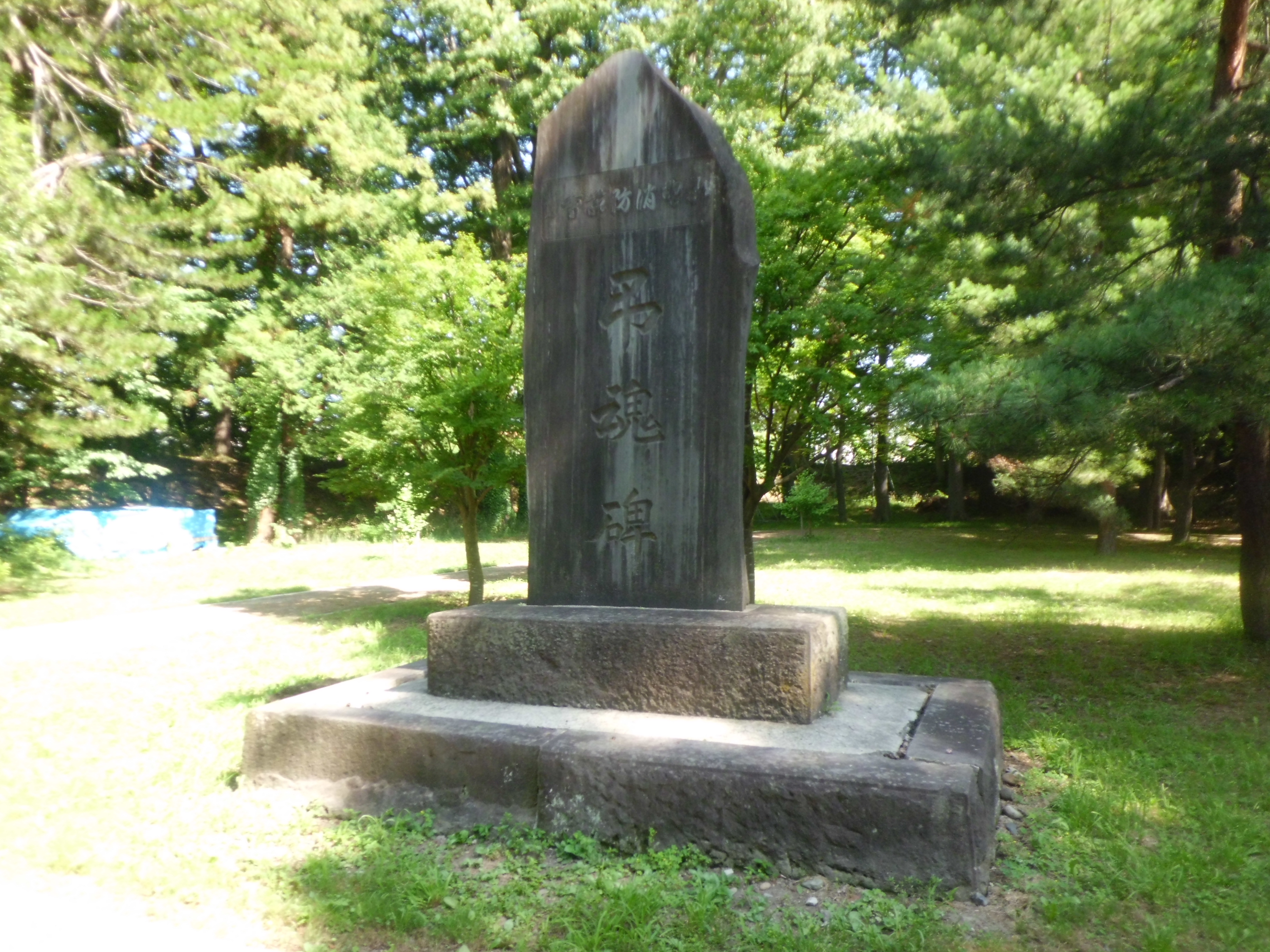
消防弔魂碑
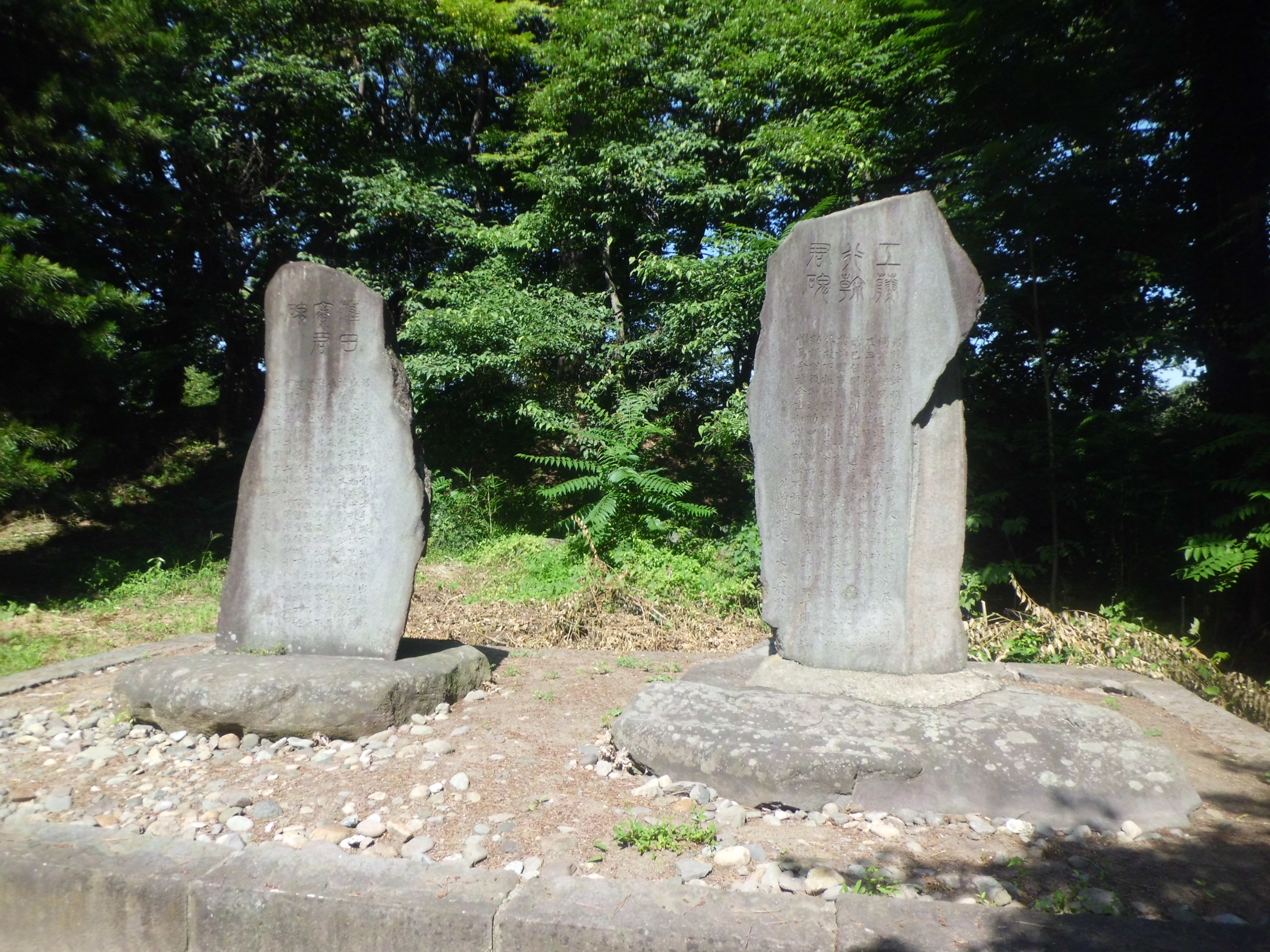
工藤行幹君碑（右）・蒲田広君碑（左）
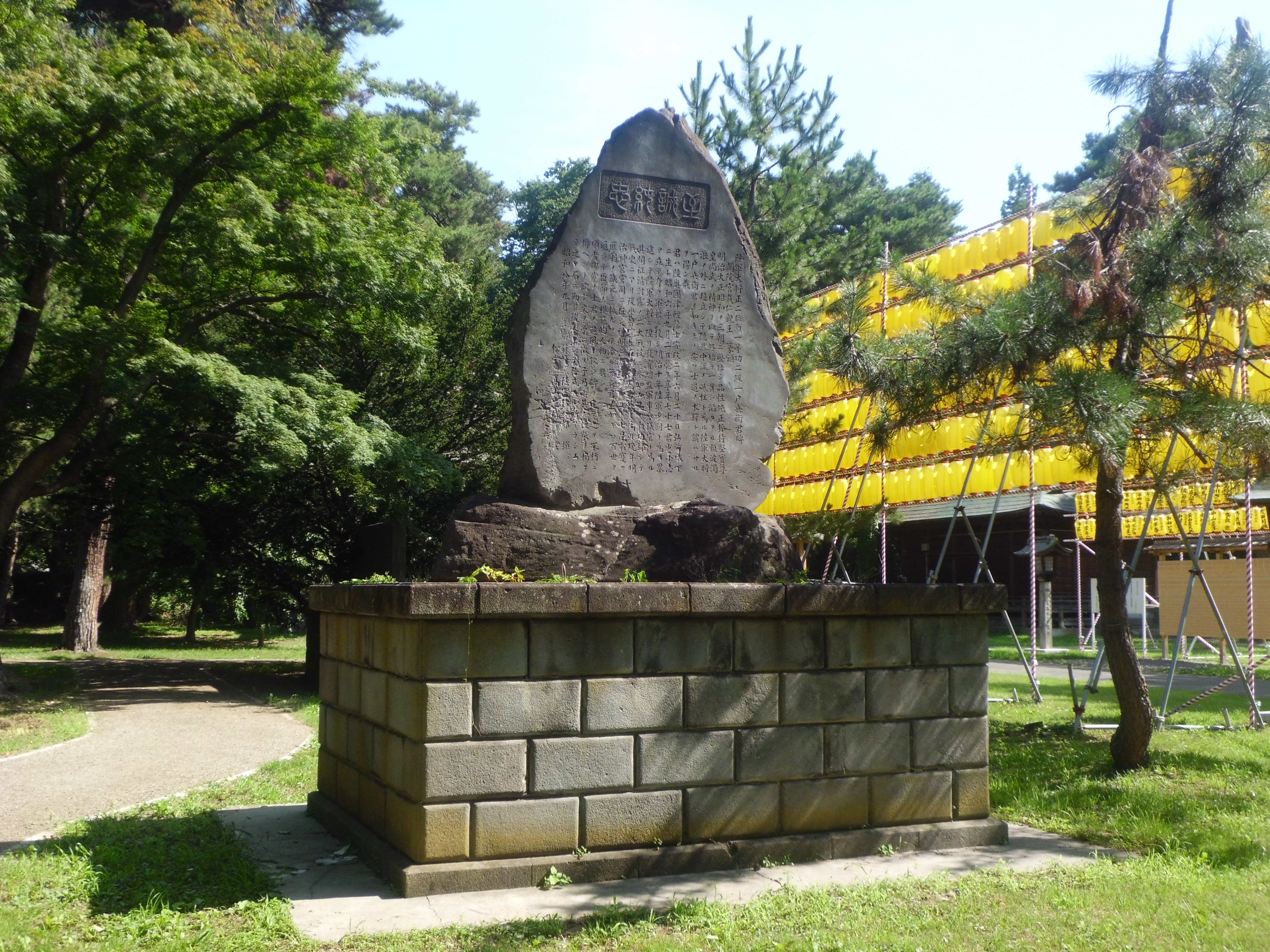
一戸兵衛「至誠純忠」碑
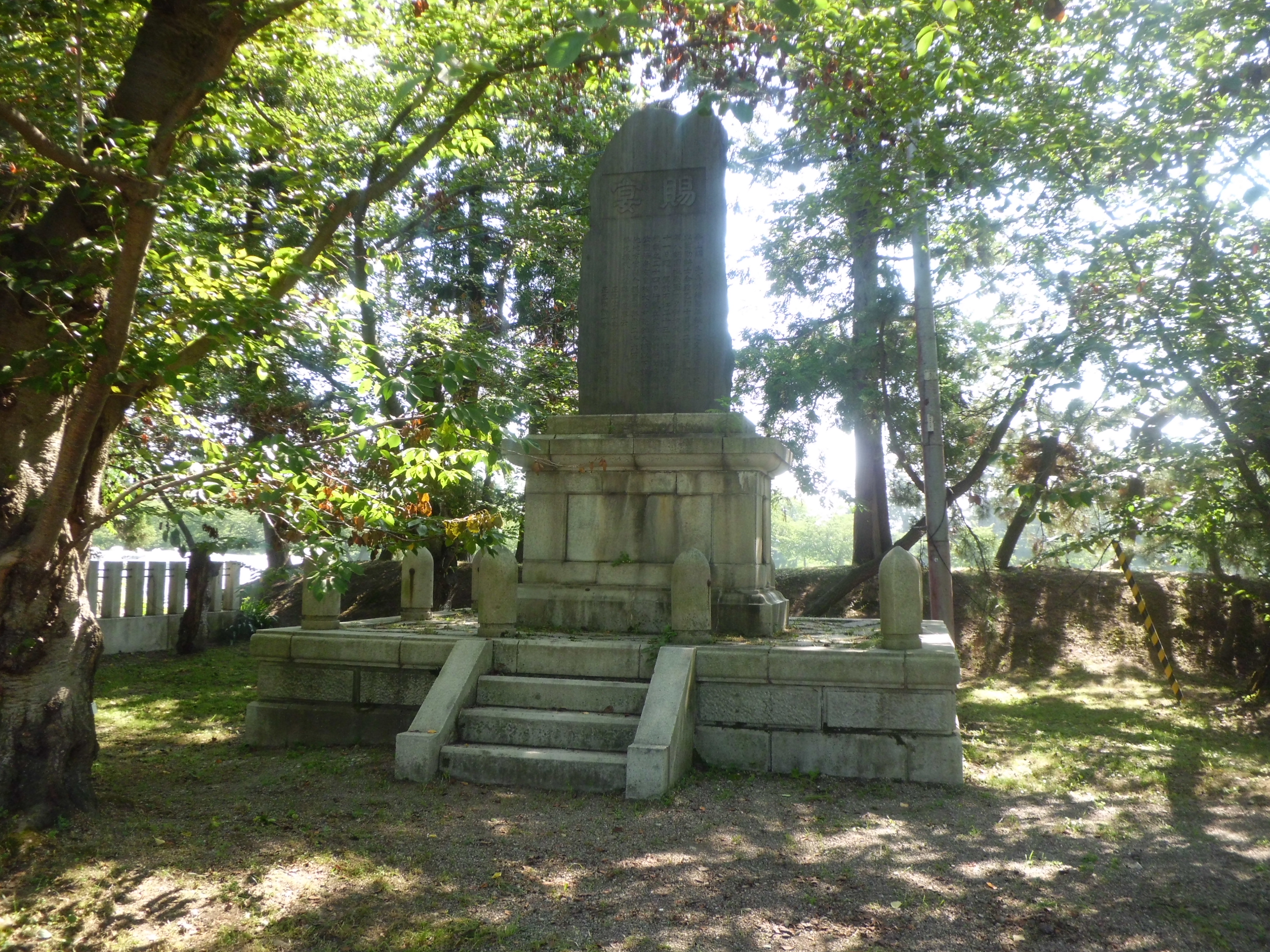
大演習「賜宴」碑
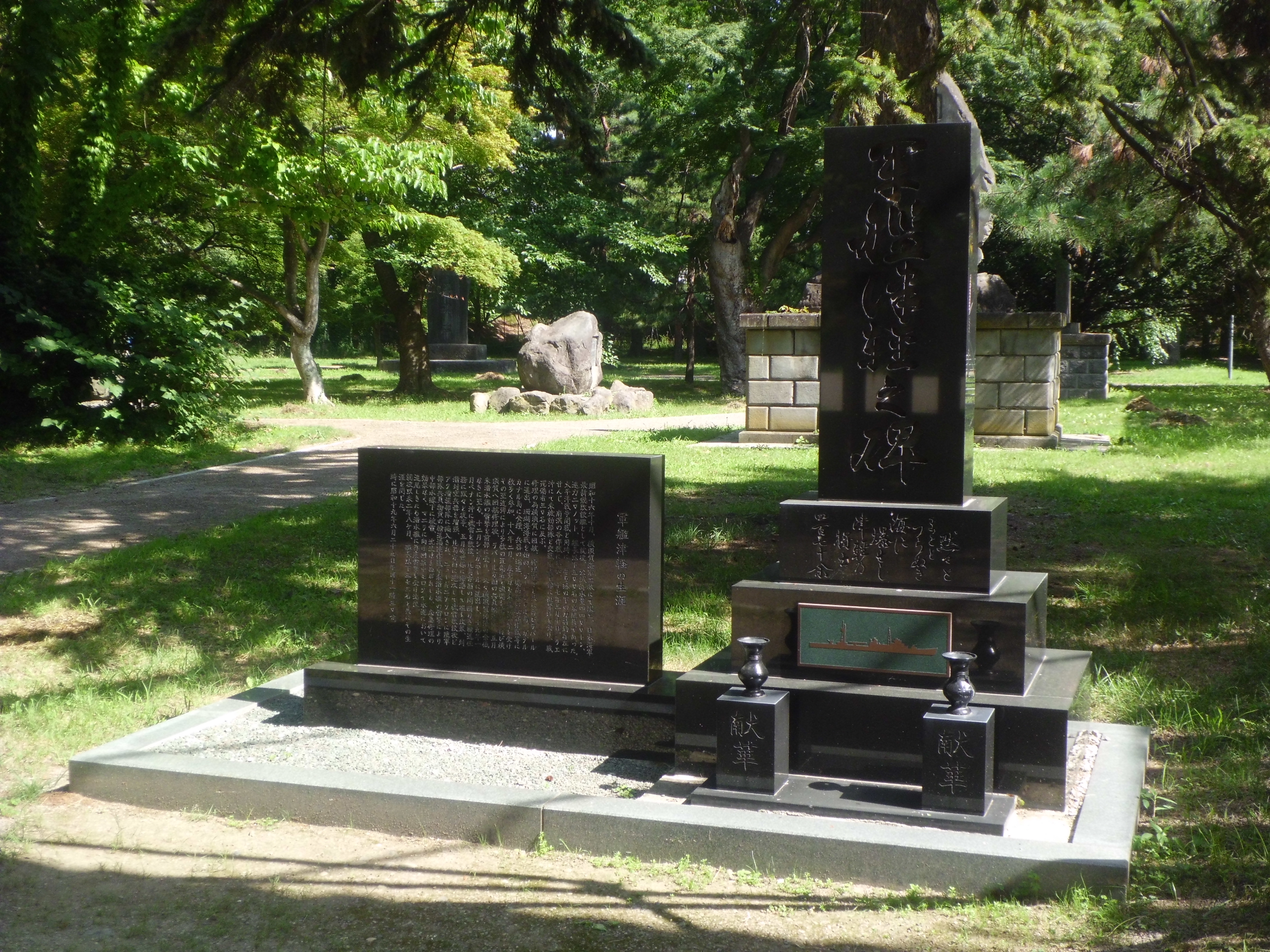
軍艦津軽之碑
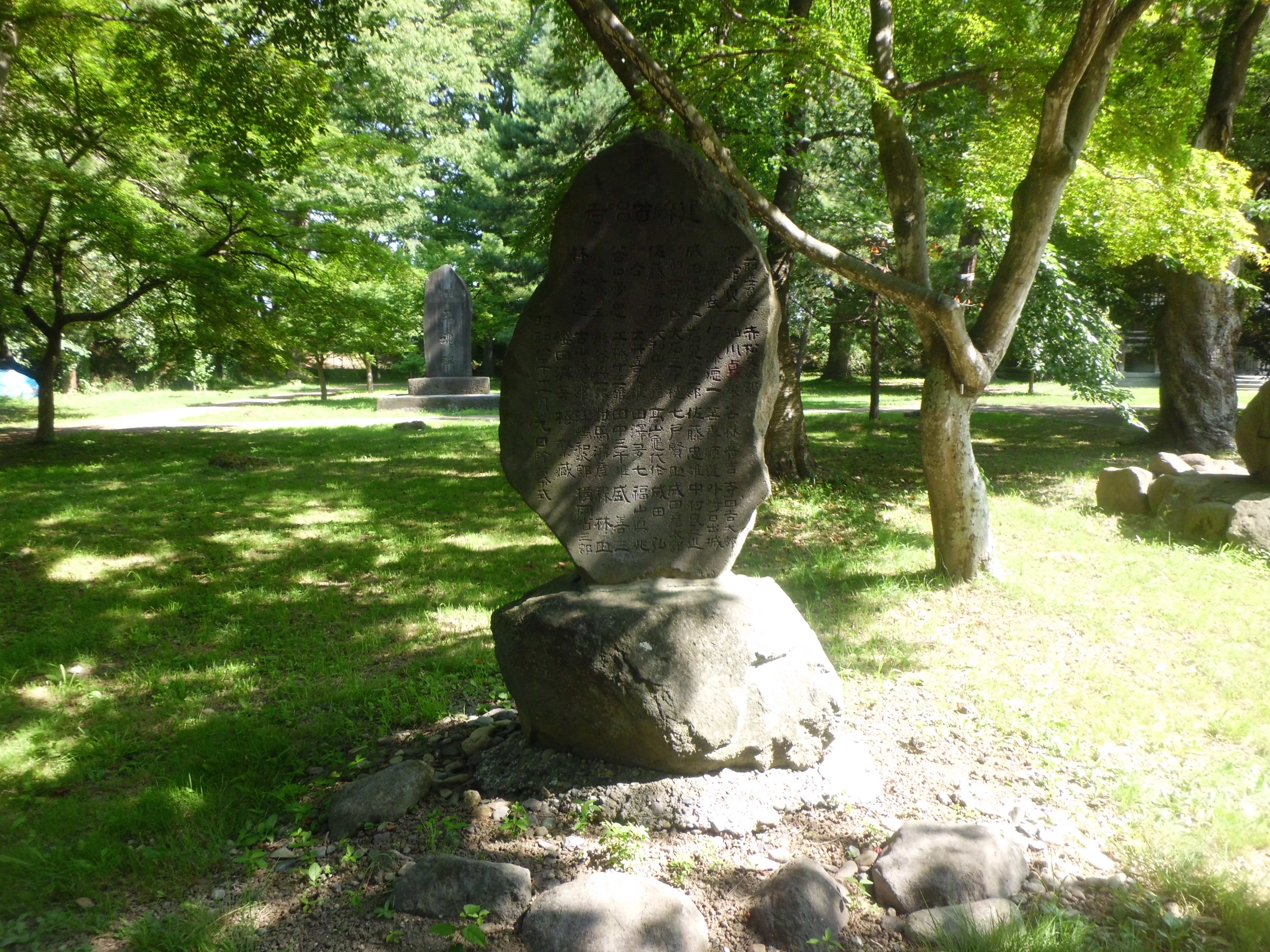
「建碑首唱者」碑